# Chioides
Chioides este un gen de fluturi din familia Hesperiidae. 